# 平顶山西站
平顶山西站位于中华人民共和国河南省平顶山市新华区与宝丰县的交界地区，是郑渝高速铁路和在建平漯周高速铁路上的重要中间站。车站站房主体位于平顶山市宝丰县杨庄镇柳沟营村东五号路附近，在新华区滍阳镇李村有高铁站部分配套设施。该站隶属于郑州局集团南阳车务段，按一等站规划，站内及相邻上下行区间均为电气化区段。设计日发送旅客16000人次，不办理货运业务。因邻近的焦柳铁路宝丰站原名平顶山西站，为与之区分，本站常被称为新平顶山西站或平顶山高铁站。

## 历史
2016年6月1日平顶山高铁站路基地基处理、桥梁钻孔桩等实质性工程开工，2016年7月6日，平顶山高铁站正式开工建设，2019年6月15日，车站站名定为平顶山西站，焦柳线原平顶山西站也于2019年7月15日恢复宝丰站这一原名。2019年12月1日，车站随郑渝高速铁路郑州东-襄阳东段开通运营而启用。

## 车站结构
平顶山西站占地面积约397.5亩，线路长2234.77米。车站规模为3台7线，其中正线2条，到发线5条，远期预留城际场2台6线。站房位于站场东南侧，总建筑面积为15998.1平米。旅客进出站形式为上进下出，并设有1条进站天桥和1条出站地道。

### 站场布局
| 西北↑ |      |                                                                |  |
| 12道  | 9    | 呼南高速铁路往呼和浩特东方向（汝州南）                         |  |
|       | 岛式 |                                                                |  |
| 10道  | 8    | 呼南高速铁路往呼和浩特东方向（汝州南）                         |  |
| 8道   |      | 平漯周高速铁路上行正线（起点）（往呼南高速铁路呼和浩特东方向） |  |
| 9道   |      | 平漯周高速铁路下行正线（往周口东方向）                         |  |
| 11道  | 7    | 平漯周高速铁路往周口东方向（平顶山南）                         |  |
|       | 岛式 |                                                                |  |
| 13道  | 6    | 平漯周高速铁路往周口东方向（平顶山南）                         |  |
| 6道   | 5    | 郑渝高速铁路往郑州东方向（郏县）                               |  |
|       | 岛式 |                                                                |  |
| 4道   | 4    | 郑渝高速铁路往郑州东方向（郏县）                               |  |
| 2道   |      | 郑渝高速铁路上行正线（往郑州东方向）                           |  |
| 1道   |      | 郑渝高速铁路下行正线（往重庆北方向）                           |  |
| 3道   | 3    | 郑渝高速铁路往重庆北方向（方城）                               |  |
|       | 岛式 |                                                                |  |
| 5道   | 2    | 郑渝高速铁路往重庆北方向（方城）                               |  |
| 7道   | 1    | 郑渝高速铁路往重庆北方向（方城）                               |  |
|       | 侧式 |                                                                |  |
| 东南↓ |      |                                                                |  |

## 旅客列车目的地
截至2023年2月，平顶山西站每日停靠67列旅客列车，具有一列始发G570终到北京西，其余均为过路车。停靠列车目的地如下表所示：
| 列车所属路局 | 目的地 |
| ------------ | --- |
| 北京局集团   | 天津西 |
| 济南局集团   | 襄阳东、烟台 |
| 郑州局集团   | 安阳东、北京西、长治东、邓州东、汉口、南阳东、三门峡南、上海虹桥、十堰东、郑州东、重庆北、郑州航空港、新乡东、新乡南、濮阳东 |
| 武汉局集团   | 北京西、十堰东、郑州东、汉口、                                                                                               |
| 沈阳局集团   | 沈阳、沈阳南、锦州南、葫芦岛北、山海关、唐山                                                                                 |
| 昆明局集团   | 昆明南、曲靖北、盘州、安顺西、贵阳北、遵义                                                                                   |
| 太原局集团   | 太原南、太谷东 |
| 成都局集团   | 南通、重庆北、万州北、神农架                                                                                                 |